# 1270

## Události
- v souvislosti se smrtí Bély IV. přicházejí na pražský dvůr uherští utečenci v čele s Přemyslovou tchyní Annou Uherskou i s korunovačními klenoty
- První písemná zmínka o obci Rohatec na Hodonínsku

## Narození
- 12. března – Karel I. z Valois, čtvrtý syn francouzského krále Filipa III. Smělého († 16. prosince 1325)
- ? – Alfons de la Cerda, syn kastilského infanta († 1324/1333)
- ? – Haakon V., norský král († 1319)
- ? – Eufémie z Rujány, norská královna a manželka Haakona V. († květen 1312)
- ? – Isabela Burgundská, rakouská vévodkyně a římská královna jako manželka Rudolfa I. Habsburského († 1323)
- ? – Markéta Braniborská, polská královna jako manželka Přemysla II. Velkopopolského a saská vévodkyně († 1315)
- ? – Rudolf II. Švábský, švábský vévoda († 1290)
- ? – Sciarra Colonna, vůdce ghibellinů († 1329)
- ? – Jindřich II. Kyperský, král Kypru a Jeruzaléma († 31. března 1324)

#### Pravděpodobně narození
- William Wallace, skotský statkář a bojovník za nezávislost Skotska († 23. srpna 1305)

## Úmrtí

#### České země
- ? – Herbord, královský notář a litoměřický probošt (* ?)

#### Svět
- 18. ledna – Markéta Uherská, svatá uherská princezna (* 1242)
- 20. ledna – Eusebius z Ostřihomi, uherský kněz, blahoslavený (* ? 1200)
- 23. února – Alžběta Francouzská, svatá francouzská princezna (* 1225)
- 17. března – Filip z Montfortu, pán Tyru a Toronu (* ?)
- 24. dubna – Vladislav Slezský, vratislavský kníže a vyšehradský probošt (* 1237)?
- 3. května – Béla IV., uherský král (* 1206)
- 17. července – Markéta Namurská, namurská markraběnka (* 1194)
- 18. července – Bonifác Savojský, arcibiskup z Canterbury (* 1217)?
- 3. srpna – Jan Tristan z Nevers, hrabě z Valois (* 8. dubna 1250)
- 8. srpna – Markéta Štaufská, durynská lantkraběnka (* 1237)
- 23. srpna – Gauthier III. z Nemours, francouzský maršál, účastník sedmé křížové výpravy (* ?)
- 25. srpna
  - Ludvík IX. Francouzský, francouzský král z dynastie Kapetovců (* 25. dubna 1214)
  - Alfons z Brienne, hrabě z Eu , účastník sedmé křížové výpravy (* 1227)?
- 24. září – Filip II. z Montfortu, pán Castres a La Ferté-Alais (* 1225)?
- 4. prosince – Theobald II. Navarrský, navarrský král (* 1239)

Neznámé datum
- Hugo XII. z Lusignanu, pán z Lusignanu, hrabě z La Marche a Angoulême (* 1235/1240)
- Marie Laskarina, uherská královna (* 1206)?
- Markéta Skulesdatter, norská královna jako manželka Haakona IV. (* 1208)
- Matěj III. z Montmorency, pán z Montmorency, účastník sedmé křížové výpravy (* kolem 1228)
- Nachmanides, židovský filosof (* 1194)

## Hlava státu
- České království – Přemysl Otakar II.
- Svatá říše římská – Richard Cornwallský – Alfons X. Kastilský
- Papež – sedisvakance
- Anglické království – Jindřich III. Plantagenet
- Francouzské království – Ludvík IX. – Filip III.
- Portugalsko – Alfons III. Portugalský
- Kastilie a León – Alfons X. Kastilský
- Polské knížectví – Boleslav V. Stydlivý
- Uherské království – Béla IV. – Štěpán V. Uherský
- Byzantská říše – Michael VIII. Palaiologos
- Vladimirsko-suzdalské knížectví – Jaroslav III. Jaroslavič
- Dánsko – Erik V. Dánský
- Norsko – Magnus VI.
- Švédsko – Valdemar I. Švédský
- Bulharsko – Konstantin Asen Tich